# Aristolochia surinamensis
Aristolochia surinamensis är en piprankeväxtart som beskrevs av Carl Ludwig von Willdenow. Aristolochia surinamensis ingår i släktet piprankor, och familjen piprankeväxter. Inga underarter finns listade i Catalogue of Life.